# Sayyora Rashidova
Sayyora Rashidova (nacida el 2 de agosto de 1943) fue Comisionada de Derechos Humanos de la República de Uzbekistán (Defensora del Pueblo) de 1995 a 2016.

## Biografía
Sayora Sharafovna Rashidova nació el 2 de agosto de 1943 en Yizaj, RSS de Uzbekistán, en la Unión Soviética, en la familia del destacado estadista y escritor Sharof Rashídov. Después de terminar la escuela secundaria número 43 en Tashkent en 1960, ingresó en la Facultad de Química de la Universidad Estatal de Moscú.Después de graduarse de la universidad, trabajó como pasante de investigación en el Instituto A.V. Topchiev de Síntesis Petroquímica de la Academia de Ciencias de la URSS.También realizó estudios de posgrado a tiempo completo en el Instituto de Química de la Academia de Ciencias de la República Socialista Soviética de Uzbekistán. Después de defender su tesis candidata en 1971, comenzó a trabajar en el Instituto de Química como investigadora asociada junior.  En 1979 se convirtió en jefa del departamento de química de polímeros y en 1981 en directora del Instituto de Química y Física de Polímeros de la Academia de Ciencias de la República Socialista Soviética de Uzbekistán.
Participa activamente en la vida pública de la República como presidenta de la Asociación de Mujeres Científicas “Olima”. Fue elegida diputada del Oliy Majlis de la República de Uzbekistán en la primera (1995-1999) y segunda (2000-2004) convocatorias.En la sesión del Oliy Majlis de la República de Uzbekistán de la primera convocatoria en diciembre de 1995, Rashidova fue elegida Comisaria de Derechos Humanos (Defensor del Pueblo). Ocupó este cargo durante cuatro mandatos de cinco años.
Rashidova participa activamente en numerosos foros internacionales sobre derechos humanos. Tiene más de 100 publicaciones en el campo de los derechos humanos y es autora y editora en jefe de una serie de colecciones, entre ellas "Defensores del Pueblo del Mundo", "Defensor del Pueblo en Uzbekistán", "Monitoreo de Derechos Humanos" y "Protección de Derechos Humanos en Uzbekistán". Es miembro de los consejos editoriales de varias revistas, entre ellas "democratización y derechos humanos", "opinión pública", "derechos humanos" y otras.

## Premios
- "O'zbekiston Respublikasi fan arbobi" ("Científico meritorio de la República de Uzbekistán) (1993) [9][5][2]
- "Doʻstlik ordeni" (Orden de "Dustlik") (1999) [10][5][2][7][4]
- "El-yurt hurmati" ordeni (Orden de "El-yurt khurmati") (2003) [11][5][2][6][7][4]
- "Orden al Mérito Destacado" (2019) [12][5][2]